# Kaneyama
Kaneyama (金山町?) è una cittadina giapponese della prefettura di Yamagata.